# RARE TRACKS (オフコースのアルバム)
『RARE TRACKS』（レア・トラックス）は、1995年8月9日に発売されたオフコース通算36作目の非監修ベスト・アルバム。

## 解説
レコード会社主導によるベスト・アルバムで、『Singles B-Side Selection』と同時発売。
本作は1989年リリースの『レア』とは収録曲が異なっている。

## 収録曲
| #   | タイトル                   | 作詞     | 作曲               | 編曲       | 時間 |
| --- | -------------------------- | -------- | ------------------ | ---------- | ---- |
| 1.  | 「群衆の中で」             | 山上路夫 | ベティ・ディーン   | 馬飼野俊一 | 2:45 |
| 2.  | 「陽はまた昇る」           | 山上路夫 | 上条友章、村井邦彦 | 馬飼野俊一 | 3:19 |
| 3.  | 「夜明けを告げに」         | 山川啓介 | 加藤和彦           | 青木望     | 2:56 |
| 4.  | 「美しい世界」             | 小田和正 | 小田和正           | 青木望     | 3:49 |
| 5.  | 「おさらば」               | 東海林修 | 東海林修           | 東海林修   | 3:07 |
| 6.  | 「悲しきあこがれ」         | 山上路夫 | 東海林修           | 東海林修   | 2:55 |
| 7.  | 「もう歌は作れない」       | 小田和正 | 小田和正           | 小田和正   | 3:31 |
| 8.  | 「はたちの頃」             | 鈴木康博 | 鈴木康博、重実博   | 鈴木康博   | 2:37 |
| 9.  | 「忘れ雪」                 | 松本隆   | 筒美京平           | 矢野誠     | 2:57 |
| 10. | 「水いらずの午後」         | 松本隆   | 筒美京平           | 矢野誠     | 2:49 |
| 11. | 「ひとりで生きてゆければ」 | 小田和正 | 小田和正           | オフコース | 3:42 |
| 12. | 「あいつの残したものは」   | 鈴木康博 | 鈴木康博           | オフコース | 3:19 |
| 13. | 「めぐる季節」             | 小田和正 | 小田和正           | オフコース | 3:56 |
| 14. | 「ランナウェイ」           | 鈴木康博 | 鈴木康博           | オフコース | 4:17 |
| 15. | 「こころは気紛れ」         | 小田和正 | 小田和正           | オフコース | 3:50 |
| 16. | 「あなたがいれば」         | 小田和正 | 鈴木康博           | オフコース | 3:49 |